# بلمونت ویلیج (فیلادلفیا)
بلمونت ویلیج (انگلیسی: Belmont Village, Philadelphia) روستایی است بنام بلمونت، یک محله طبقه متوسط واقع در بخش غربی فیلادلفیا در پنسیلوانیا در ایالات متحده با کد پستی ۱۹۱۳۱ است.
در اوایل دهه ۱۹۰۰، زمانی که توسعه‌دهندگان برای اولین بار خانه‌هایی در این منطقه ساختند، این اماکن به نام خانه‌های بلوکلی شناخته می‌شد، این منطقه اکنون شامل اوربروک، وینفیلد، بلمونت ویلیج و وینفیلد هایتس است. در روستای بلمونت، خانه‌هایی که در جاده لناپه هستند سبک ساختمان سنگی است، در حالی که در خیابان مجاور کنشوهوکن، خانه‌ها به سبک احیای اسپانیایی مجلل ساخته‌شده‌اند.
در اوایل قرن بیستم، جان مک کلاچی ایجاد اولیه فیلادلفیا و محلات آن را از جمله روستای بلمونت شکل داد. مک کلاچی در آن‌ زمان به توسعه و تبلیغ آن‌ها اقدام نمود. بلمونت نزدیک ایستگاه بالا در خط راه‌آهن منطقه‌ای کینوید است، که در واقع بخش روستای بلمونت است.

## نگارخانه

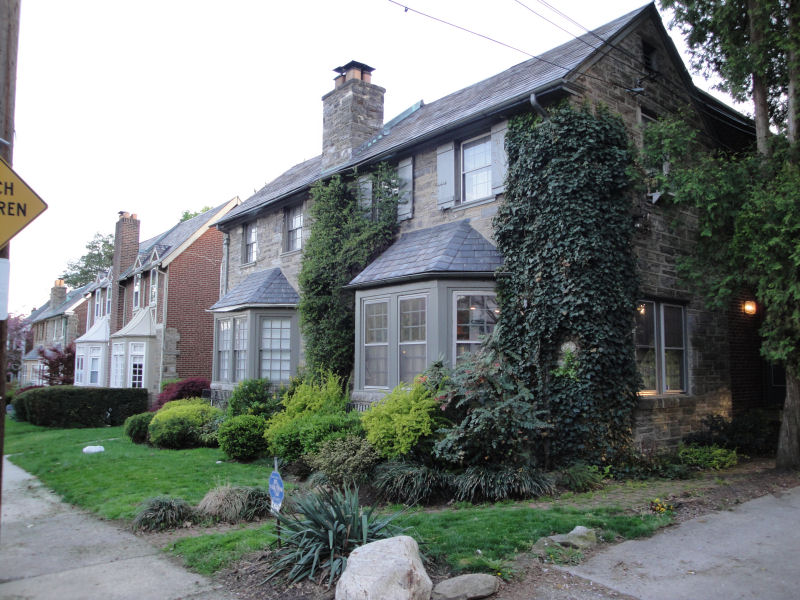
ساختمان دوقلوی سنگی
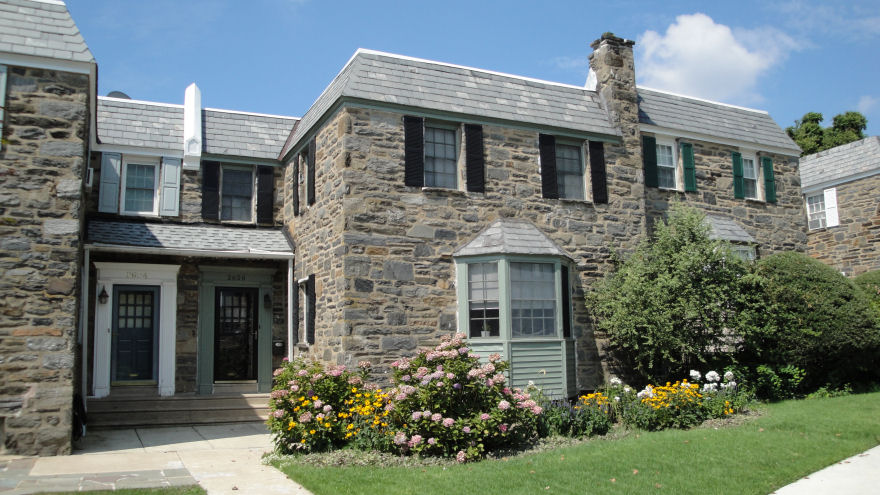
ردیف خانه‌های سنگی در خیابان لناپ
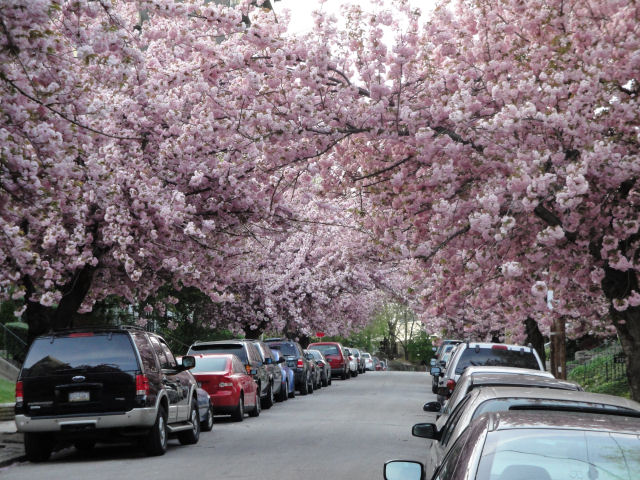
خیابان ۴۶ پر از شکوفه
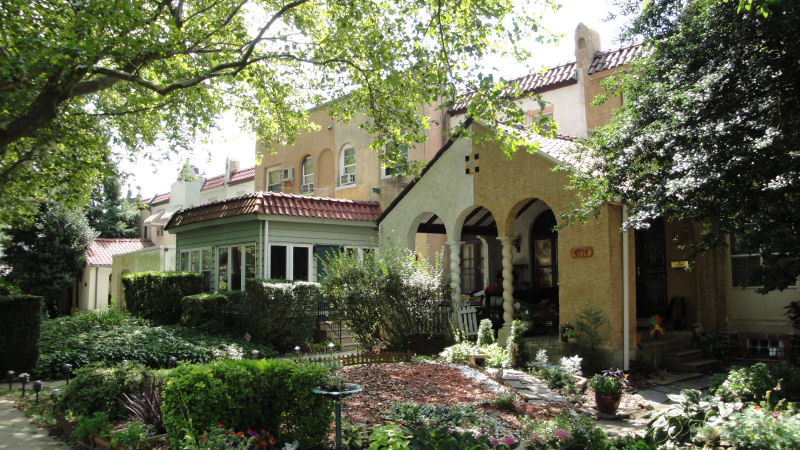
سبک بنا به شکل اسپانیایی
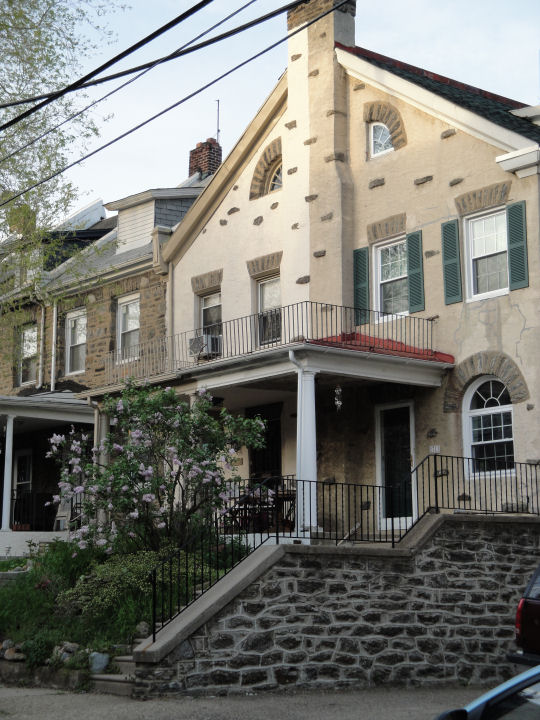
ساختمان دوقلوی استاکو در خیابان ۴۶